# Franz Friedrich Eduard Brendler

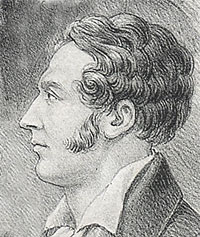
Franz Friedrich Eduard Brendler

Franz Friedrich Eduard Brendler (international Eduard Brendler, * 4. November 1800 in Dresden; † 16. August 1831 in Stockholm) war ein schwedischer Flötist und Komponist der Romantik deutscher Familienherkunft.

## Leben und Werk
Brendler wurde 1800 als Sohn des Flötisten Johann Franz Brendler (1773–1807) in Dresden geboren. Seine Familie zog nach Schweden, als er erst ein Jahr alt war, da der Vater in der Königlichen Hofkapelle Stockholm eine Stellung annahm. Eduard Brendler verlor dann früh seinen Vater und seine Mutter Henriette Louise Stötzel (1817). Im Dezember 1810 trat er als 10-Jähriger in mehreren Benefizkonzerten der Königlichen Hofkapelle zu Gunsten seiner Mutter als Flötensolist auf. Laut dem Willen des Vaters sollte Brendler ursprünglich Kaufmann werden. Er erlernte entsprechend den Beruf des Handelsbuchhalters in dem Handelsunternehmen des Kaufmannes F. T. Cleve in Visby. Der junge Brendler zeigte eine außerordentliche Begabung im Bereich der Musik. Entsprechend ging er 1823 nach Stockholm, erwarb sich dort einen guten Ruf als Flötist, gab dort Musikunterricht und studierte selbst Musiktheorie. 1825 heiratete er die Pianistin Ulrika Bouck (1803–1841). Bei großen Konzerten assistierte er der Hofkapelle, wo er Kontakt zum schwedischen Kronprinzen bekam.
Brendler schrieb unter anderem Variationen für drei Fagotte und Orchester, Chorwerke mit Orchester, Amanda für Solostimme und Orchester, das Melodrama Sparsas Tod, Klavierstücke und Lieder. Darüber hinaus schuf er eine Musik zu Bernhard von Beskows Schauspiel Ryno, die von Prinz Oskar von Schweden, dem späteren König beendet und am 16. Mai 1834 in Stockholm uraufgeführt wurde. Als Komponist orientierte sich Brendler besonders an Louis Spohr.
Eduard Brendler starb 1831 kurz nach seiner Berufung in die Königlich Schwedische Musikakademie.